# Pjad zemli
Pjad zemli (russisk: Пядь земли) er en sovjetisk spillefilm fra 1964 af Andrej Smirnov og Boris Jasjin.

## Medvirkende
- Aleksandr Zbrujev som Aleksandr Motovilov
- Ellija Sukhanova som Rita Tamasjova
- Jevgenij Urbanskij som Aleksej Babin
- Sergej Kurilov som Bryl
- Mikhail Vorontsov som Afanasij Makletsov